# 高倉峠
高倉峠（こうくらとうげ）は、林道塚線の福井県と岐阜県の県境にある峠である。標高は956m。

## 概要
福井県南条郡南越前町と岐阜県揖斐郡揖斐川町との境界であり、両町を車両で往来できる唯一の峠である。また、福井・岐阜の両県を結ぶ、車両が通行できる峠としては最も西に位置する。
古来は木地師が主に使用した峠であった。しかし江戸時代に入ると標高の割りには勾配が緩やかなこともあり、越前国と美濃国を結ぶ裏道としても利用されるようになったとの伝承が残る。
両白山地の峠としては冠山峠と並び景観がよく、快晴の日には若狭湾を望むこともできる。

## 道路状況
車両で通行できる峠である。山道の区間はアスファルトによって舗装されているほか、標高の割りに急勾配の区間もない。峠からの展望は大変見晴らしがよく、峠からの景観を目的としたドライバーが多く訪れている。降雪期から翌年6月頃までは冬季閉鎖される。

## 付近の峠
- 冠山峠
- 栃ノ木峠

## 峠へのアクセス
- 福井県側より
  - 北陸自動車道今庄IC - 国道365号 - 国道476号 - 林道塚線
- 岐阜県側より
  - 東海環状自動車道関広見IC - 国道418号 - 国道157号 - 岐阜県道270号 - 国道417号 - 林道塚線